# Processo alveolar
A arcada alveolar é a porção da maxila e da mandíbula que forma e suporta os alvéolos dentários. É formado quando o dente erupciona para promover inserção óssea para o ligamento periodontal em formação; quando o dente é perdido, desaparece gradualmente.

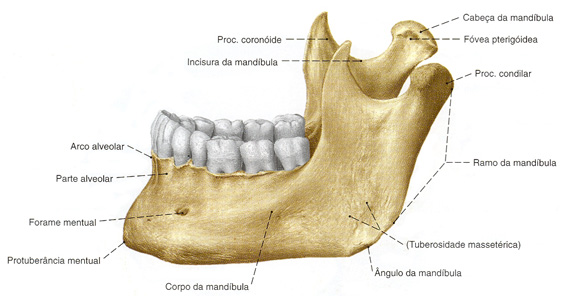
Mandibula lateral

 A arcada alveolar é contido de osso alveolar que reveste os alvéolos. Ele é composto de uma fina lâmina de osso cortical, com numerosas perfurações, que permitem a passagem de vasos sanguíneos entre os espaços medulares do osso e ligamento periodontal. A margem coronal do osso alveolar forma a crista alveolar, que geralmente está paralela à junção cemento-esmalte em uma distância de 1-2 mm para apical. O processo alveolar é o maior responsável pelo crescimento vertical da maxila, onde a maior deposição óssea ocorre no seu bordo inferior.

## Funções

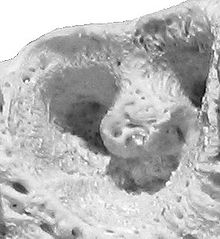
Cavidade óssea do processo alveolar

- Alojar as raízes dos dentes e mantê-los no arco.
- Absorver e distribuir as pressões oclusais geradas durante os contatos dentários;
- Ancorar os dentes aos alvéolos através da inserção das 'fibras de Sharpey'

## Origem e crescimento do processo alveolar
O crescimento do processo alveolar ocorre em função da erupção dos dentes, dependendo da existência destes. Nesta região é observado um crescimento aposicional subperiostal. Na porção da pré-maxila, na realidade não há deposição na face labial, mas sim reabsorção. Em contraste, há deposição na face palatina em continuidade com o periósteo do processo palatino. No sentido lateral existe crescimento, porém este é pouco expressivo, devido a forma em "V" da região (é mais significativo na região da tuberosidade da maxila). No sentido vertical ocorre um crescimento expressivo. O aumento vertical do processo alveolar corresponde a 40% do aumento total em altura da maxila 
SUTURA PALATINA MEDIANA Há um crescimento aposicional sutural tal que a deposição óssea ao longo da sutura contribui com o crescimento lateral progressivo do palato e do arco alveolar, em pequena magnitude. Embora a extensão do crescimento seja variável, há uma separação maior na região posterior desta estrutura.

## Nervo Maxilar

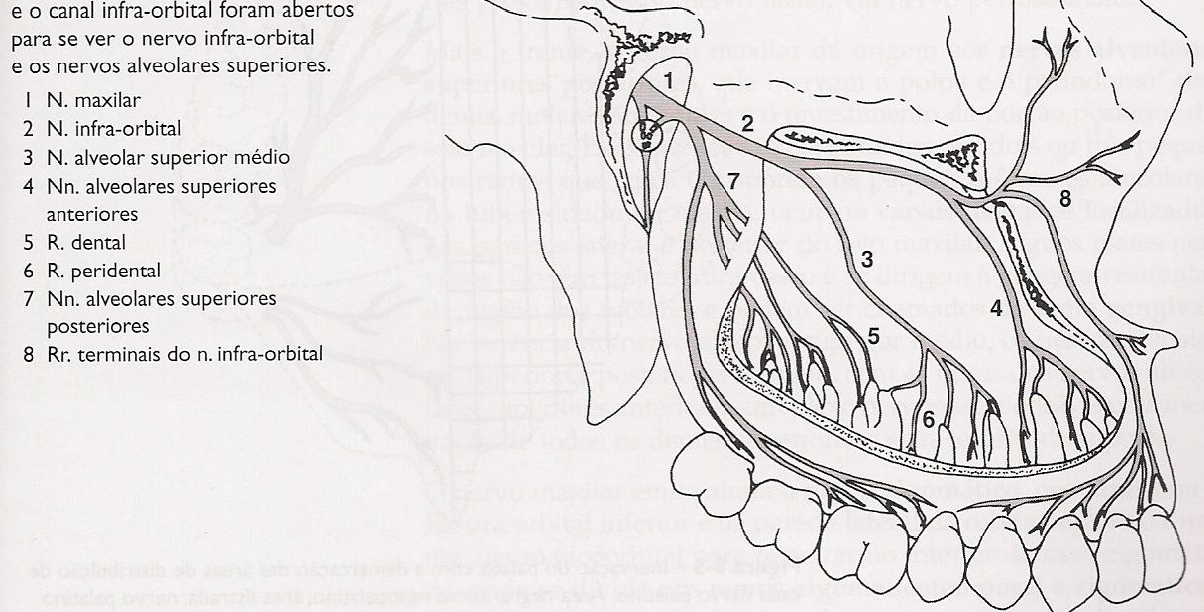
Nervo infra-orbitalAlveolares superiores anterioresNervo alveolar Nervos alveolares superiores posterioresNervo palatino maiorNervo nasopalatinoNervos palatinos menores

- Nervo infra-orbital: Seus ramos mais periféricos transmitem mais sensibilidade geral das regiões da pálpebra inferior, asa do nariz, lábio superior e gengiva vestibular dos dentes anteriores e prémolares.
- Nervo Alveolares superiores anteriores: Dentes incisivos e caninos superiores.Processo alveolar; periodonto, gengiva.
- Nervo alveolar: Inverna a polpa e periodonta dos dentes prémolares e eventualmente a raiz mesiovestibular do primeiro molar superior.
- Nervos alveolares superiores posteriores: Inervam a polpa e periodonta dos dentes molares superiores.
- Nervo palatino maior: Transmite a sensibilidade proveniente da mucosa do palato duro desde a região do canino até o limite anterior do véu palatino.
- Nervos palatinos menores: Palato mole.
- Nervo nasopalatino: Proveniente da mucosa da região anterior do palato duro, compreendida entre canino e incisivo central e da mucosa da região anterior do septo nasal. No seu trajeto, o nervo nasopalatino alcança a fossa incisiva, atravessa o forame incisivo e percorre o septo nasal em direção superior e posterior até o teto da cavidade nasal.

## Nervo mandibular

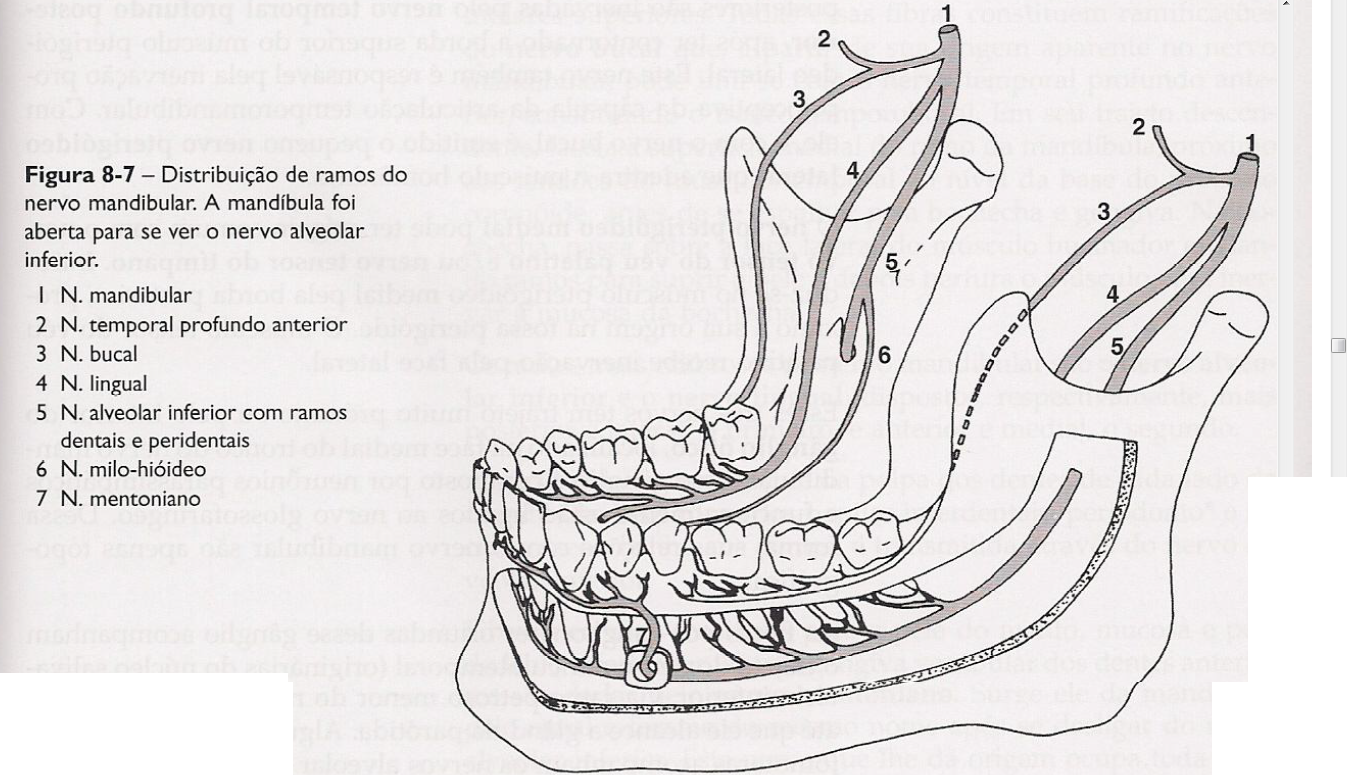
Nervo bucalNervo alveolar inferior Nervo mentonianoNervo lingualNervo lingual

- Nervo bucal: Traz sensibilidade da mucosa e pele da bochecha e gengiva vestibular dos dentes molares inferiores.
- Nervo alveolar inferior e o Nervo lingual: A sensibilidade proveniente da polpa dos dentes de cada lado da mandíbula, bem como das papilas interdentais, periodonto, e tecido ósseo vizinho aos dentes, é transmitida através do nervo alveolar inferior.
- Nervo mentoniano: É formado pela junção das fibras nervosas sensitivas provenientes da pele do mento, da mucosa e pele do lábio inferior e da mucosa e gengiva vestibular dos dentes anteriores. Penetra na mandíbula pelo forame e canal do mesmo nome para contribuir para formação do nervo alveolar inferior.
- Nervo lingual: Origina-se nos dois terços anteriores da língua, mucosa da região sublingual e gengiva lingual de todos os dentes inferiores.

## Divisões

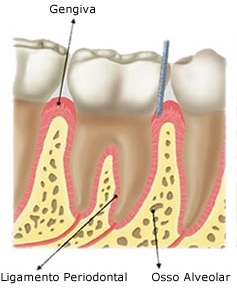
Osso alveolar

### Osso fasciculado (lâmina dura)
- Reveste a parede do alvéolo e pode ser chamado de placa cribiforme
- Apresenta uma elevada taxa de renovação
- As partes das fibras colágenas que se inserem nele são denominadas de fibras de Sharpey.

### Osso esponjoso
- Ocupa a parte central do processo alveolar abrigando a medula óssea
- Apresenta trabéculas ósseas

### Osso compacto
- Revestido por periósteo

## Componentes
- Lâmina dura
- Lâminha crivosa
- Canalículos de Volkmann